# Chengdu J-7
Il Chengdu J-7 (nome in codice NATO Fishbed), designato F-7 per il modello da esportazione, è un caccia multiruolo monomotore a getto ad ala a delta prodotto in Cina originariamente dall'azienda Chengdu Aircraft Corporation, quindi dalla Guizhou Aircraft Industry Corporation
Il J-7 è una copia non autorizzata del sovietico MiG-21F-13. Benché la produzione sia cessata nel 2006, continua ad essere in servizio operativo, principalmente nel ruolo di intercettore diurno a corto raggio, in varie forze aeree mondiali.

## Storia del progetto
Nel 1961 il governo cinese, che già nel 1958 aveva ottenuto dall'Unione Sovietica la licenza per produrre il Mikoyan-Gurevich MiG-19SF ed il suo motore Tumanskij RD-9BF-811, riuscì ad ottenere una nuova licenza di produzione per il caccia MiG-21F-13 e per il suo turbogetto, il Tumanskij R-11F-300 (Р-НФ-300). Oltre ai progetti ed alla documentazione tecnica il governo cinese ricevette un certo numero di versioni precedenti del MiG-21 da aggiornare al nuovo standard più una serie di parti di ricambio per l'assemblaggio dei primi esemplari di preproduzione di costruzione interamente cinese.

## Versioni

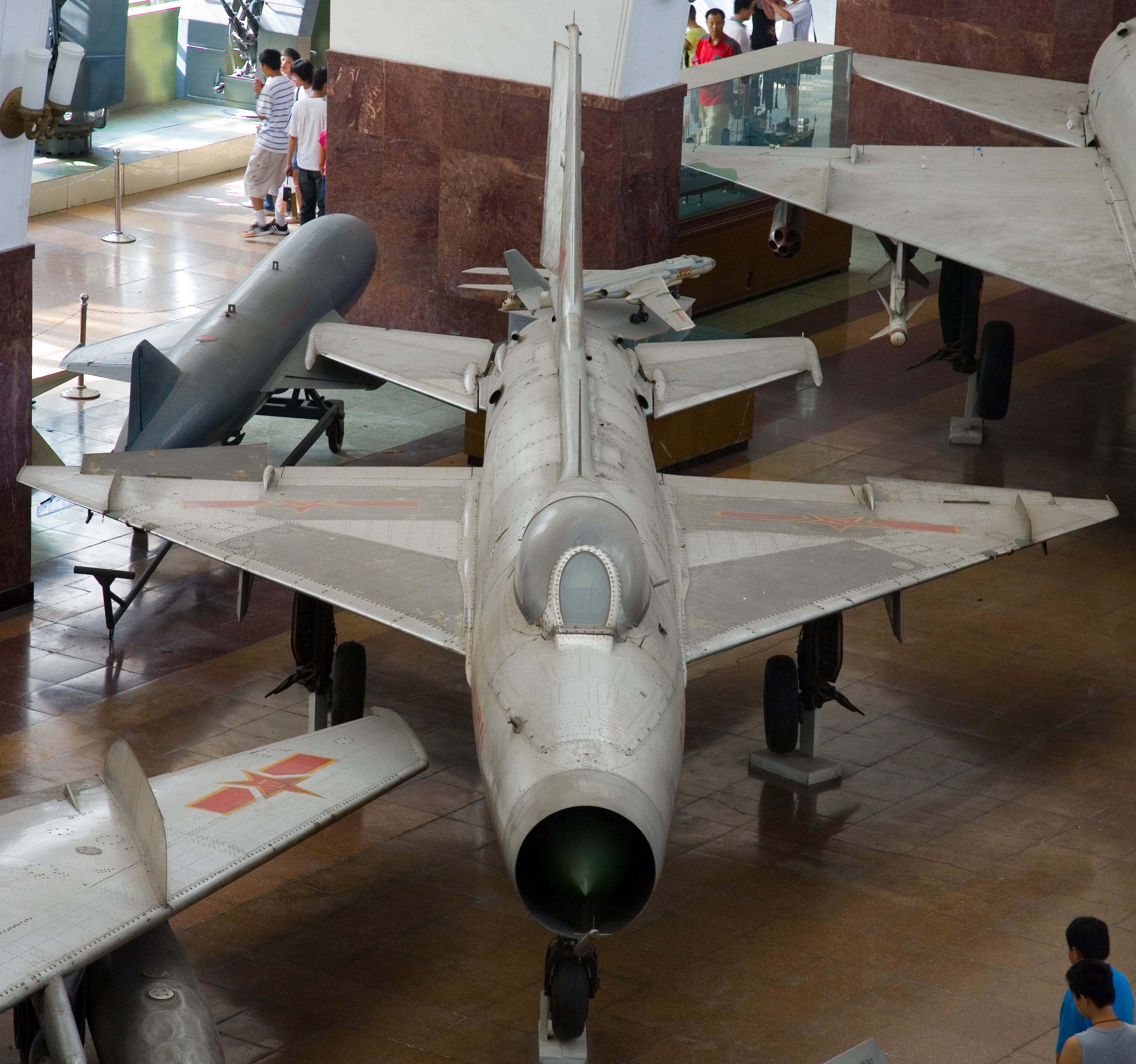
Il Chengdu J-7I, uno dei primi esemplari realizzati, esposto presso il museo militare di Pechino. Si noti il tettuccio di prima generazione.

J-7
copia non autorizzata del Mikoyan-Gurevich MiG-21F-13 costruito in Cina.
J-7I
J-7II
nuovo modello di sviluppo interamente cinese.
J-7III
ultimo modello totalmente cinese
F-7B Skybolt
J-7II da esportazione
F-7M Airguard

## Utilizzatori

### Attuali
Bangladesh
- Bangladesh Biman Bahini

57 esemplari consegnati. 16 F-7BM e 9 FT-7BM consegnati tra il 1987 e il 1989. 12 F-7BG e 4 FT-7BG consegnati tra il marzo ed il settembre del 2006. 12 F-7BGI e 4 FT-7BGI consegnati tra il 2012 e il 2013, consentendo ad 11 degli iniziali 25 F-7MB/FT-7MB di assumere il ruolo di aerei dedicati alla conversione operativa. Uno dei 12 F-7BG in servizio è precipitato il 23 novembre 2018.
 Birmania
- Tatmdaw Lei

32 F-7M e 6 FT-7 consegnati. 22 F-7M e 6 FT-7 in servizio operativo all'ottobre 2019.
 Cina
- Zhōngguó Rénmín Jiěfàngjūn Kōngjūn

481 tra J-7 e JJ-7 consegnati, 388 J-7 e 36 JJ-7 in servizio al maggio 2018.
- Zhōngguó Rénmín Jiěfàngjūn Hǎijūn Hángkōngbīng

 Corea del Nord
- Chosŏn Inmin Kun Konggun

Sì pensa siano stati consegnati tra 40 e i 70 F-7B, 30 dei quali dovrebbero essere in servizio al novembre 2018.
 Egitto
- Al-Quwwat al-Jawwiya al-Misriyya

F-7 attualmente in servizio operativo (90), ritiro previsto per il 2010
 Iran
- Niru-ye Havayi-ye Artesh-e Jomhuri-ye Eslami-e Iran

30 F-7N e 2 FT-7N consegnati, 17 F-7N e 2 FT-7N in servizio al gennaio 2021. Altre fonti riferirono che, nel maggio 1989, durante un viaggio dell'allora presidente iraniano Ali Khamenei in Cina, fu stipulato il primo ordine di diversi J-7. La versione iraniana, L'F-7N, si basava sull'F-7P pakistano, ma equipaggiata con apparecchiature completamente di fabbricazione cinese invece di componenti di fabbricazione italiana e britannica, e dotata di motori WP-7IIC più potenti. I primi ad essere consegnati furono 6 biposto da addestramento FT-7B da addestramento, ricevuti nell'ottobre 1990. Il lotto successivo, consegnato nel maggio 1990, comprendeva 15 F-7N, seguiti, poi, da ulteriori 15 F-7N nel febbraio 1992. Furono ordinati 20 FT-6N, il primo lotto dei quali fu consegnato nel 1992. Con la consegna dei primi FT-7N, l'aviazione iraniana restituì i sei FT-7B al produttore. Nel 1994, ci fu un terzo ordine per altri 6 FT-7N, consegnati nel 1996. In totale sarebbero stati consegnati 30 F-7N e 26 FT-7N. Di questi, al febbraio 2022, ne resterebbero in servizio 23 monoposto e 20 biposto, tutti concentrati nell'84° Combat Commands Training Squadron (CCTS) presso la base di Isfahan.
 Mozambico
- Força Aérea de Moçambique

F-7 attualmente in servizio operativo
 Namibia
- Namibian Air Force

10 F-7NM e 2 FT-7NM ordinati nel 2004 ed entrati in servizio entro 23 giugno 2006.
 Nigeria
- Nigerian Air Force

12 F-7NI e 3 FT-7NI ordinati nel 2005 e consegnati tra il 2009 e metà del 2010. Quattro persi tra il 2011 e il 2015, 9 in servizio all'ottobre 2018, in quanto ulteriori due esemplari sono stati persi il 28 settembre 2018.
 Pakistan
- Pakistani Fida'iyye

Circa 200 tra F-7MP ed F-7PG sono stati consegnati A partire dal 1987, e con gli ultimi 57 F-7MP/PG, consegnati tra il 2001 ed il 2003, dotati di radar Grifo-7 Mk2. Nel 2000-2005, questo apparato fu montato anche su 100 dei primi esemplari consegnati. Un FT-7 fornito all'Aeronautica militare dello Sri Lanka nel corso del 2025.
 Sri Lanka
- Sri Lanka Air Force

5 tra F-7BS/G e FT-7 in servizio operativo al gennaio 2024(13 ricevuti, 1 distrutto in un incidente). Un ulteriore FT-7 di seconda mano dovrebbe essere fornito dalla Pakistan Air Force nel corso del 2025.
 Sudan
- Al-Quwwat al-Jawwiyya al-Sudaniyya

F-7 attualmente in servizio operativo (22)
 Tanzania
- Jeshi la Anga la Wananchi wa Tanzania

12 F-7TN e 2 FT-7TN consegnati. 11 F-7TN e 2 FT-7TN in servizio al 2017.
 Yemen
- Al-Quwwat al-Jawwiyya al-Yamaniyya

F-7 attualmente in servizio operativo (18)
 Zimbabwe
- Air Force of Zimbabwe

F-7 attualmente in servizio operativo (24)

### Passati
Albania
- Forcat Ajrore Shqiptare

12 F-7A in servizio tra il 1965 ed il 2004, aggiornati negli anni ottanta. (a terra).
 Cambogia
- Toap Akas Khemarak Phoumin

 Iraq
- Al-Quwwat al-Jawwiyya al-'Iraqiyya

20 tra F-7B e FT-7BI ricevuti a partire dal 1983, più ulteriori 60 tra F-7M e FT-7M Airguard, ricevuti a parture dal 1985.